# Дантист (фильм)
Данти́ст (англ. The Dentist) — американский фильм ужасов 1996 года режиссёра Брайана Юзны. Премьера фильма состоялась 18 июля 1996 года. В 1998 году вышло продолжение фильма под названием «Дантист 2».

## Сюжет
Работающий вот уже длительное время по профессии стоматолог доктор Файнстоун начинает подозревать свою жену Брук в измене. Вскоре он убеждается в этом своими глазами, застав Брук в день годовщины их свадьбы и, к тому же, в собственном доме вместе с чистильщиком бассейнов Мэттом. В ярости Файнстоун берётся за пистолет, но, преодолев желание убить, решает подождать и отомстить как-нибудь более извращённо. Доктор дожидается, пока Мэтт уйдёт из его дома, а затем следует за ним к соседскому дому. Здесь Файнстоун наблюдает, как Мэтт вступает в сексуальную связь с ещё одной женщиной — хозяйкой дома. Вскоре внезапно на доктора нападает собака и, обороняясь, ему приходится её застрелить. Затем Файнстоун отправляется на работу.
А здесь, на работе, все буквально встали на уши: клиенты толпятся и уже заждались доктора, ассистентки пристают с расспросами, да и ещё, помимо этого, в стоматологию заявился налоговый инспектор. Тут у Файнстоуна случается срыв — ему везде начинают мерещиться грязь и кариес, а вместо естественных лиц девушек ему видится лицо его жены Брук. В дальнейшем, при обслуживании клиентов, Файнстоун случайно пускает кровь мальчику, а затем накачивает усыпляющим газом девушку, которая явилась ему в образе Брук, и чуть ли не калечит её. Испугавшись, что наделает ещё чёрте-чего, Файнстоун оканчивает приём, распускает по домам персонал и звонит своей жене, прося её заехать и забрать домой из клиники.
После приезда домой, доктор усаживает свою жену в стоматологическое кресло, связывает и уродует ей лицо. На следующий день он убивает всех своих ассистенток и уродует рот налогового инспектора. А в это время полиция в доме Файнстоуна находит изуродованную, еле живую Брук и труп чистильщика Мэтта.
Полиция приезжает за ним в его клинику, но Файнстоун успевает уехать в медицинский университет, где он проводит практические занятия по стоматологии. Там он с яростью рассверливает зубы пациентам. Затем он выхватывает пистолет и требует у всех практикантов, чтобы те удаляли зубы пациентам. В это время его настигает полиция.

## В ролях
- Корбин Бернсен — доктор Файнстоун
- Линда Хоффман — Брук, жена Файнстоуна
- Майкл Стэдвек — чистильщик бассейнов Мэтт
- Эрл Боэн — налоговый инспектор
- Марк Руффало — Стив Ландерс

## Съёмки
Фильм был снят в одном из жилых домов Лос-Анджелеса.

## Критика
Фильм получил преимущественно негативные отзывы критиков. На сайте Rotten Tomatoes 0 % из семи опрошенных критиков дали фильму положительную оценку, средний рейтинг составляет 2,9 из 10. AllMovie писал о «Дантисте» как о некачественной пародии, даже на фоне таких киноподелок, как «Saturday the 14th and Swamp Thing». В кинематографе многие более ранние фильмы играли с особенностями и тревогами из мира стоматологии, от беззаботного «Little Shop of Horrors» до тревожного «Marathon Man». И «Дантист» не добавляет ничего нового к этому, за исключением чрезмерно откровенных изображений изуродованных ртов и тошнотворных намёков на предполагаемую грязность орального секса. Алан Джонс из Radio Times охарактеризовал его «и жутким, и смешным одновременно». TV Guide поставил данному фильму 2 звезды из 4.
Фильм выиграл главный приз по мнению жюри в 1996 году на шведском фестивале фантастических фильмов.